# Commission départementale de consommation de l'espace agricole
La Commission départementale de consommation de l'espace agricole est une commission mise en place par loi de modernisation de l'agriculture (LMAP) le 27 juillet 2010, pour limiter la consommation d'espace agricole et naturel. Elle émet notamment un avis obligatoire lors de l'élaboration de schéma de cohérence territoriale (SCOT) et de plan local d'urbanisme (PLU) hors périmètre de SCOT.